# Здравствене установе у Нишу
Здравствене установе у Нишу  су део мреже здравствених установа и организованог здравственог система Републике Србије у трећем по величини граду у Србији (иза београда и Новог Сада). Оне имају традицију настанка и развоја дугу више од 150 година, почев од дана ослобођења од Османлија и уласка града у састав Кнежевине Србије 1878. године, до данас.

## Историја
Као део организованог здравства у Граду Нишу,  Здравствене установе у Нишу су кроз три века настајале и развијале се почев  од ослобођења града од Османлијског царства и  припајања југа Србије Кнежевини Србији.
Ослобађањем од Турака 1878. године, са доласком војног санитета, у Ниш пристиглу су и први школовани лекари. Наредбом Врховне команде српске војске, само недељу дана након ослобођења Ниша, на предлог начелника санитета др Владана Ђорђевића, формирана је10. јануара (по старом календару) 1878. године, од тада постојећих турских болница у Нишу, основане је Велика нишка војна болница за 1.000 болесника и рањеника, прва чисто српска здравствена установа у Нишу.   Формирање и почетак рада Војне болнице за град Ниш, ширу околину, па и цео југ Србије значио је истовремено и први зачетак организоване здравствене заштите становништва. Здравствена култура становништва била је на ниском степену, а сујеверни народ до тада је користио само услуге надрилекара, травара, видара и турских хећима.

## Редослед оснивања
Здравствене установе у Нишу кроз три века осниване су овим редоследом:
- 1878. Војна болница,
- 1881. Окружна болница,
- 1900. Пастеров завод,
- 1926. Државна болница за душевне болести,
- 1945. Дом здравља
- 1960. Завод за заштиту студената Ниш
- 1964. Клиника за денталну медицину Ниш
- 1970. Завод за судску медицину Ниш
- 1971. Завод за трансфузију крви
- 1979. Институт за лечење и рехабилитацију „Нишка Бања“, Ниш
- 1986. Завод за здравствену заштиту радника,
- 1990. Институт за јавно здравље Ниш
- 1990. Клинички центар
- 2012. Ургентни центар Клиничког центра Ниш
- Завод за плућне болести и туберкулозу Ниш

### Војна болница
Новооснован Војне болница на почетку рада јануара 1878. године затиче и преузима на даље лечење 384 турска рањеника и болесника. Први болесници и рањеници који су примљени на лечење у новоформирану болницу били су војници из српско-турских ратова, али и становништво Ниша и околине.
У тренутку формирања у болници ради седам лекара, два лекарска помоћника, један апотекар, командир болнице и два писара, а за управника болнице ВК СВ поставља пуковника др Владана Ђорђевића. Први лекари били су: др Лаза Стевановић, др Ђорђе Димитријевић, др Димитрије Поповић, др Розенберг, др Јанко Сјенкијевић, др Казимир Станишевски и др Мурел, заробљени турски лекар. Учитељи из Ниша Тодор Анастасијевић и Димитрије Ђорђевић постављени су за болничке писаре.
Током ратних година, 1914—1915. Војна болница у Нишу постаје највећи епидемиолошки центар у Србији. У рано пролеће 1915. године, од пегавог тифуса, у Нишу је умро велики број истакнутих личности.
Војна болница је данас установа отвореног типа како за школовање свих профила медицинског кадра из цивилних структура (волонтери, лекари приправници, специјализанти, санитетски кадар за ратне дужности итд), тако и за прихват и лечење цивилних осигураника. Учешће цивилних осигураника у искоришћености постељног фонда креће се у проценту од 15-20% са тенденцијом раста.
Последњих година болница остварује 65.000 до 70.000 болесничких дана, обави преко 1.000.000 разних услуга и прегледа, код 180.000 до 200.000 осигураника, изврши 1.200 хемодијализа, обави 30.000—38.000 систематских специјалистичких прегледа и прикупи преко 2.000 литара крви.

### Институт за јавно здравље Ниш
Институт за јавно здравље Ниш је државна здравствена установа из области превентивне здравствене заштите, најстарија здравствена установа ове врсте на Балкану, настала пре 110 година као Пастеров завод у Нишу 7. јуна 1900.године.
Институт је имао изузетан историјски и здравствено-културни значај за развој здравствене заштите, не само југоисточне Србије, већ и већег дела Балкана, и представљао је камен темељац превентивне медицине у Србији. Институт за јавно здравље Ниш настао је и развијао се кроз више од једног века на „темељима“ Пастеровог завода у Нишу, основаног 7. јуна 1900. као прве превентивне здравствена установа у Краљевини Србији и на Балкану и претече данашњег Института за јавно здравље Ниш који наставља традицију овог познатог и славног завода.
У оквиру основних задатака у области високог школства, здравственог просвећивања, здравствене превенције, дијагностике и терапије заразних и незаразних болести, Институт за јавно здравље Ниш пружа услуге из многих области здравствене делатности.

### Клинички центар
Претеча садашњег Клиничког центра и прва цивилна здравствена установа у Нишу, после ослобођења града од Турака 1878, била је Окружна болница у Нишу. Болница је била смештена у приватној кући изнајмљеној за те потребе која се налазила на левој обали Нишаве, изнад градског парка и бившег официрског дома. Прве пацијенте је примила 17. јула 1881.
Први персонал болнице чинила су два болничара, једна нудиља и једна куварица  „... а главну функцију вршио је један лекарски помоћник са економом...“  све до именовња првог управника Окружне болнице у Нишу дипломираног лекара др Антона Зајичека 
У прво време, Окружна болница била је уточиште за оболеле проститутке од венеричних болести и лица оболела од туберкулозе. Болесници су примани на основу уверења општине о имовном стању. Сиромашни болесници су лечени на терет санитетског фонда, а за оболеле од сифилиса није било потребно никакво уверење.
Војна болница Ниш 1897. добија првог сталног хирурга — мајора др Михајла Петровића (1863—1934), он као и добар број припадника Војне болнице ће у почетку хонорарно радити у првој нишкој Окружној болници. Еминентни лекари Војне болнице значајно су допринели формирању и квалитетном стручном раду Окружне болнице. Није прошло много времена, а у граду је већ било 20 лекара, шест апотекара, 16 лекарских и осам апотекарских помоћника и 236 болничара.
До почетка Првог светског рата Окружна болница у Нишу била је у надлежности Министарства унутрашњих дела Србије., а после рата наилази време наглог развоја Болнице у Нишу која снажи, и мења називе.
Од 1915. године до 1922. званични назив болнице у Нишу је Нишка окружна болница првога реда, да би знатно касније прерасла у Клинички центар Ниш.

### Дом здравља
Непосредно пошто је Ниш ослобођен, 14. октобра 1944, предузете су мере за брзо оснивање здравствених установа које би се бавиле здравственом заштитом грађана Ниша. Најпре је основана Среска амбуланта, а убрзо потом и Дом здравља Среза нишког. Већ почетком 1945. године у Нишу почињу да раде два дома здравља; Дом здравља „Црвени крст“ и „Дом здравља Бубањ“.
Дом здравља „Црвени крст“ наставља рад некадашњег Дома здравља Среза нишког, са затеченим медицинским кадром, а дужност првог управника преузима др Војислав — Вова Петровић. Дом здравља „Бубањ“ размешта се у зграду бившег „Уреда“ и преузима улогу и обавезе комплетне специјалистичке службе некадашње Градске поликлинике. Први управник овог новоформираног дома био је др Владимир Димитријевић.
Крајем маја 1959. године ова два дома уводе нову организацију. Уместо њих формира се већи број здравствених станица. у граду. Веровало се да ће приближавање болесницима дати боље резултате лечења, што се није показало као добро решење, па се већ 31. децембра 1962. у Нишу формира јединствени Дом здравља, који обухвата и бројне здравствене установе: здравствене станице „Расадник“, „Филип Кљајић“, „Ћеле-кула“, „Бубањ“, „Борис Кидрич“, „12. фебруар“, „Јелашница“. У састав Дома здравља улазе и амбуланте у „Горњем Матејевцу“ и „Горњој Топоници“, Завод за хитну помоћ, Стоматолошка поликлиника, Онколошки диспанзер. Током наредних година у сатав Дома улазе и Диспанзер за мајку и дете и Диспанзер за жене. Интегришу се, такође, и Здравствена станица „Ратко Павловић“ и Дом здравља у Гаџином Хану. Све ово утицало је и на повећање броја запослених радника у Дому здравља, па је њихов број нарастао на 450 запослених.
У складу са многобројним променама у законодавству тадашње Југославије 27. новембра 1978. године Дом здравља се реорганизује у Сложену организацију удруженог рада основне здравствене заштите, коју чине три радне организације на челу са Домом здравља:
- Дом здравља у Нишу;
- Завод за медицину рада;
- Хитна медицинска помоћ.

Дом здравља Ниш је највећи здравствени центар у Србији по организационој и кадровској структури и мрежи објеката. О томе сведочи десет организационих јединица које функционишу у централном објекту површине 15.000 m² и близу шездесет пунктова у граду и селима, завидна кадровска попуњеност великим бројем специјалиста, примаријуса, магистара и доктора наука, што је створило услове да Дом здравља постане и научно-наставна база Медицинског факултета у Нишу.

### Завод за здравствену заштиту радника Ниш (ЗЗЗЗ)
ЗЗЗЗ радника Ниш је формиран 1986. интеграцијом Диспанзера за медицину рада при фабрикама МИН, ДИН, ЕИ, Вулкан, Дом железничара и тадашњег Института за медицину рада, као наставне базе Медицинског факултета.

### Завод за хитну медицинску помоћ Ниш (ЗХМП)
Завод за хитну медицинску помоћ Ниш (ЗХМП) грађанима Ниша и околине, којима је због природе обољења, стања или повреде неопходна хитна медицинска помоћ, исту пружа 24 часа дневно, 365 дана у години.
ЗХМП својом делатношћу покрива површину Града Ниша и околине од 597 km², на којој, према последњим подацима, живи 257.867 (према попису из 2011) потенцијалних корисника здравствених услуга, или са бројем становника ширег подручја који гравитира ка ЗХМП 391.624.
У сваком тренутку, Завод располаже са седам теренских екипа, а у самом Заводу непрекидно функционишу амбуланта за одрасле пацијенте, опсервациона јединица за одрасле, амбуланта педијатрије, педијатријска опсервациона јединица, служба хирургије, служба стоматологије и јединица за реанимацију и дијагностику.
ЗХМП у својим организационим јединицама просечно годишње збрине око 120.000 пацијената и прегледа на терену још око 30.000 до 35.000 грађана Ниша и околине .

## Завод за судску медицину
Завода за судску медицину Ниш основан је 14. децембра 1970. године прво као Институт за судску медицину Медицинског факултета Универзитета у Нишу решењем Окружног привредног суда у Нишу (Ус. бр. 87/70).
Од 1999. године  када је Завод  регистрован и у Привредном суду у Нишу, он функционише као самостална здравствена установа на основу одлуке Министарства здравља Републике Србије.
Завод је установа која обавља велики број услужних делатности, како за здравствене установе, тако и за потребе правосудних органа, органа унутрашњих послова, правне субјекте и на захтев физичких лица.
Завод је научно-истраживачка установа и наставно-научна база Медицинског факултета Универзитета у Нишу.

## Завод за трансфузију крви Ниш
Завод за трансфузију крви Ниш  је једна од пет специјализованих установа у систему здравства Републике Србије одговорна за прикупљање и дистрибуцију крви и водећа установа из ове области за регион јужне и источне Србије.
Завод за трансфузију крви је основан 1. јула 1971. године, у новим просторијама где се и данас налази. У време оснивања он је имао следеће организационе целине;
- одељење крвних група,
- одељење имунохематологије,
- одељење пропаганде,
- рачуноводство.

Како се служба у Заводу с краја 20. века све више ширила у свим областима рада, уведене су и нове методе сепарације крви и крвних продуката, почиње примена пластичних система и кеса за узимање крви, долази до увођења кућних и амбулантних трансфузија, формира се бокс за стерилизацију и сепарацију крви и примену компоненти крви.
Са већим обавезама раста и број запослених у Заводу, јер се његова надлежност обухватаи цео Нишки регион који броји 16 општина.

## Институт за лечење и рехабилитацију „Нишка Бања“
Институт за лечење и рехабилитацију „Нишка Бања“, Ниш је здравствена, научно-наставна и истраживачка установа Медицинског факултета универзитета у Нишу, која се бави лечењем и рехабилитацијом пацијената оболелих од кардиоваскуларних и реуматских болести, са седиштем у бањско-климатском лечилишту Нишка Бања удаљеном 10 km од Ниша.
Укупан смештајни капацитет Института је 560 лежајева, размештених у једнокреветним, двокреветним и трокреветним собама и апартманима у три стационара: „Радон“, „Зеленгора“ и „Терме“. Сваки од стационара, који чини засебну целину, поред смештајног дела, располаже и терапијским блоком (хидро, кинези, електро и пелоид) и већим бројеме сала за обедовање, угоститељске услуге, групну и индивидуалну рекреацију, забаву и конгресни туризам.
Највећи објекат Института је стационар „Радон“ капацитета 300 лежајева, у једнокреветним и двокреветним собама и апртманима. У његовом саставу је и амфитетар са 300, пленум сала са 60 и ресторан са 300 места, базен са термоминералном водом, велнес центар и паркинг.

## Клиника за стоматологију Ниш
Клиника за стоматологију Ниш или Клиника за денталну медицину је високоспецијализована, специјалистичко – консултативну и стационарна здравствену установу која обавља здравствену делатност из стоматологије, бави се терцијарном здравственом заштитом, образовањем и научноистраживачким радом. Болница је и наставна база Медицинског факултета универзитет у Нишу и Медицинске школе у Нишу.
Првим уписом 62 студента будућа стоматолога 1960.године, основан је прво Стоматолошки одсек на тек основаном Медицинском факултету у Нишу. Три године касније, основана је Зубно-лекарска поликлиника (данас Клиника за стоматологију Ниш) као наставна база Медицинског факултета, за све стоматолошке предмете и почетак научно-истраживачке делатности у тој области медицине, али и као институција са задатком да пружа терцијерне здравствене услуге у области стоматологије .
На Зубно-лекарској поликлиници 1964. године рад је започео са 24 радника (11 стоматолога, 5 зубних техничара, 4 зубна асистента, 2 административно-техничка радника и 2 помоћна службеника). Временом број запослених је непрестано растао у складу са реалним потребама, чиме је обезбеђен рационалан, економичан и квалитетан рад, тако да данас на клиници ради 163 радника. Део кадра је ангажован у научно-истраживачком и педагошко-наставном процесу.

## Ургентни центар Клиничког центра Ниш
Ургентни центар Клиничког центра Ниш је основан је 19. октобра 2012. године, са циљем да 24 дневно током 365 дана у години, збрињава:
- политрауматизоване,
- хитне општехируршке,  васкуларне, торакалне и неурохируршке случајеве,
- политрауматизоване и ортопедске случајеве,
- уролошке случајеве,
- ургентне случајева који спадају у домен пластичне и реконструктивне хирургије.[19]

У Ургентном центру се обављају амбуланти и консултативни прегледи специјалиста свих специјалистичких грана, ургентна терапија и реанимација.
Комплетна дијагностика у Ургентном центру обухвата:  калсичну рентгенску, ултразвучну, комјутеризовану томографску, магнетну резонантну, ангиографску и лабораторијску дијагностику.